# Handcross
Handcross är en by i West Sussex i England. Byn är belägen 47,3 km 
från Chichester. Orten har 1 046 invånare (2016).